# Pococes
Los pococes, llamados también pococíes, fueron un pueblo indígena de Costa Rica que, a la llegada de los españoles a América en el siglo XVI, ocupaban las tierras cercanas a la costa Atlántica central del país, y conformaron lo que se llamó el Cacicazgo de Pococí, entre los cauces de los ríos Reventazón y Matina, en la actual provincia de Limón. Se cree que este pueblo se extinguió a causa de las enfermedades introducidas a América por los españoles. Su territorio fue luego ocupado por los huetares del Señorío del Guarco.

...aquel sitio que llaman Cuquerrique no hera tierra de Corroce sino de los yndios de Atirro y otros que llamaban los Pococes que se murieron lo cual sabe porque lo oyo dezir a sus passados y los viejos que oy biben...